# ديفيد غونزاليس (دراج)
ديفيد غونزاليس (بالإسبانية: David González López)‏ هو دراج إسباني، ولد في 21 فبراير 1996 في فونتيفيروس في إسبانيا.

## وصلات خارجية
- ديفيد غونزاليس على موقع الاتحاد الدولي للدراجات (الإنجليزية)
- ديفيد غونزاليس على موقع أرشيف الدراجات (الإنجليزية)
- ديفيد غونزاليس على موقع إحصائيات الدراجات الإحترافية (الإنجليزية)
- ديفيد غونزاليس على موقع نسبة الدراجات (الإنجليزية)